# Чемпіонат Європи з футболу 2012 (склади команд)/Нідерланди
Склад збірної Нідерландів на чемпіонаті Європи 2012
| №               | Гравець             | Клуб (у 2012)       | Дата народження   | Вік      | Ігор                  | Голів                 |                       |
| Воротарі        | Воротарі            | Воротарі            | Воротарі          | Воротарі | Воротарі              | Воротарі              | Воротарі              |
| --------------- | ------------------- | ------------------- | ----------------- | -------- | --------------------- | --------------------- | --------------------- |
| 1               | Мартен Стекеленбург | «Рома»              | 22 вересня 1982   | 29       | 47                    | 0                     |                       |
| 12              | Мішел Ворм          | «Суонсі Сіті»       | 20 жовтня 1983    | 28       | 9                     | 0                     |                       |
| 22              | Тім Крул            | «Ньюкасл Юнайтед»   | 3 квітня 1988     | 24       | 3                     | 0                     |                       |
| Захисники       |                     |                     |                   |          |                       |                       |                       |
| 2               | Грегорі ван дер Віл | «Аякс»              | 3 лютого 1988     | 24       | 32                    | 0                     |                       |
| 3               | Джон Гейтінга       | «Евертон»           | 15 листопада 1983 | 28       | 78                    | 7                     |                       |
| 4               | Йоріс Матейсен      | «Малага»            | 5 квітня 1980     | 32       | 80                    | 3                     |                       |
| 5               | Вілфред Баума       | ПСВ (Ейндговен)     | 15 червня 1978    | 33       | 37                    | 2                     |                       |
| 13              | Рон Влар            | «Феєнорд»           | 16 лютого 1985    | 27       | 7                     | 1                     |                       |
| 15              | Єтро Віллемс        | ПСВ (Ейндговен)     | 30 березня 1994   | 18       | 2                     | 0                     |                       |
| 21              | Халід Буларуз       | «Штутгарт»          | 28 грудня 1981    | 30       | 35                    | 0                     |                       |
| Півзахисники    |                     |                     |                   |          |                       |                       |                       |
| 6               | Марк ван Боммел     | «Мілан»             | 22 квітня 1977    | 35       | 77                    | 10                    |                       |
| 8               | Найджел де Йонг     | «Манчестер Сіті»    | 30 листопада 1984 | 27       | 60                    | 1                     |                       |
| 10              | Веслі Снейдер       | «Інтернаціонале»    | 9 червня 1984     | 28       | 84                    | 24                    |                       |
| 11              | Ар'єн Роббен        | «Баварія»           | 23 січня 1984     | 28       | 57                    | 17                    |                       |
| 14              | Стейн Схарс         | «Спортінг»          | 11 січня 1984     | 28       | 19                    | 0                     |                       |
| 17              | Кевін Стротман      | ПСВ (Ейндговен)     | 13 лютого 1990    | 22       | 11                    | 1                     |                       |
| 23              | Рафаел ван дер Варт | «Тоттенгем Готспур» | 11 лютого 1983    | 29       | 96                    | 18                    |                       |
| Нападники       |                     |                     |                   |          |                       |                       |                       |
| 7               | Дірк Кейт           | «Ліверпуль»         | 22 липня 1980     | 31       | 88                    | 24                    |                       |
| 9               | Клас-Ян Гюнтелар    | «Шальке 04»         | 12 серпня 1983    | 28       | 53                    | 31                    |                       |
| 16              | Робін ван Персі     | «Арсенал»           | 6 серпня 1983     | 28       | 65                    | 28                    |                       |
| 18              | Люк де Йонг         | «Твенте»            | 27 серпня 1990    | 21       | 7                     | 1                     |                       |
| 19              | Лусіано Нарсінг     | «Геренвен»          | 13 вересня 1990   | 21       | 2                     | 0                     |                       |
| 20              | Ібрагім Афеллай     | «Барселона»         | 2 квітня 1986     | 26       | 38                    | 5                     |                       |
| Головний тренер |                     |                     |                   |          |                       |                       |                       |
| Нідерланди      | Берт ван Марвейк    |                     | 19 травня 1952    | 60       | Середній вік гравців: | Середній вік гравців: | Середній вік гравців: |
|                 |                     |                     |                   |          |                       |                       |                       |

| Гравців національного чемпіонату: | Гравців національного чемпіонату:       | 7    |
|                                   | ПСВ (Ейндговен)                         | 3    |
|                                   | «Аякс», «Геренвен», «Твенте», «Феєнорд» | по 1 |
| Легіонерів:                       | Легіонерів:                             | 16   |
|                                   | Англія                                  | 6    |
|                                   | Італія, Німеччина                       | по 3 |
|                                   | Іспанія                                 | 2    |
|                                   | Португалія, Уельс                       | по 1 |